# Auskultant
 Der er for få eller ingen kildehenvisninger i denne artikel, hvilket er et problem. Du kan hjælpe ved at angive troværdige kilder til de påstande, som fremføres i artiklen.

Auskultant (fra latin auscullare, lytte) kaldes (i Danmark) en person, som ifølge særlig autorisation bisidder retten sammen med dommeren, ikke for at deltage i sagens behandling eller pådømmelse, men derimod for at uddanne sig selv til dommervirksomheden. I ældre tid var auskultanter ikke ualmindelig forekommende i de kollegiale retter, men vil nu til dags sjældnere træffes.
Uden for Danmark anvendes betegnelsen auskultant undertiden på samme måde som i Danmark, men kan også være benævnelsen for visse under retten ansatte assisterende embedsmænd.